# Hypsirhynchus polylepis
Hypsirhynchus polylepis är en ormart som beskrevs av BUDEN 1966. Hypsirhynchus polylepis ingår i släktet Hypsirhynchus och familjen snokar. Inga underarter finns listade i Catalogue of Life.
Arten förekommer i två områden vid kusten i östra Jamaica. Den når upp till 385 meter över havet. Hypsirhynchus polylepis lever i klippiga habitat med glest fördelad växtlighet. Den har ödlor och groddjur som föda. Honor lägger ägg.
Kusternas omvandling till turisternas behov är ett hot mot beståndet. Några exemplar dödas av introducerade tamkatter eller individer av javanesisk mungo. Ormen är däremot nattaktiv och mangusten dagaktiv. IUCN listar arten på grund av det begränsade utbredningsområdet och då beståndet minskar som starkt hotad (EN).